# Кастропиньяно
Кастропиньяно (итал. Castropignano) — коммуна в Италии, располагается в регионе Молизе, в провинции Кампобассо.
Население составляет 1079 человек (2008 г.), плотность населения составляет 40 чел./км². Занимает площадь 27 км². Почтовый индекс — 86010. Телефонный код — 0874.
Покровителем населённого пункта считается святой Пётр Веронский.

## Демография
Динамика населения:

## Администрация коммуны
- Официальный сайт: